# Asparagus acutifolius
Asparagus acutifolius är en sparrisväxtart som beskrevs av Carl von Linné. Asparagus acutifolius ingår i släktet sparrisar, och familjen sparrisväxter. Inga underarter finns listade i Catalogue of Life.

## Bildgalleri

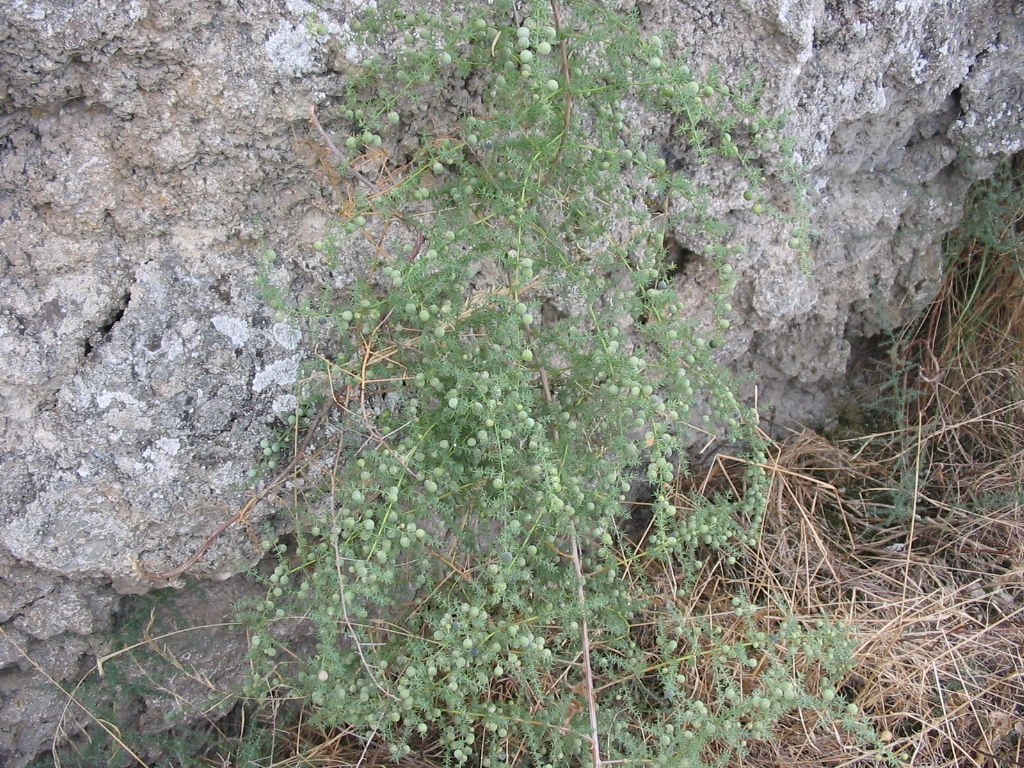
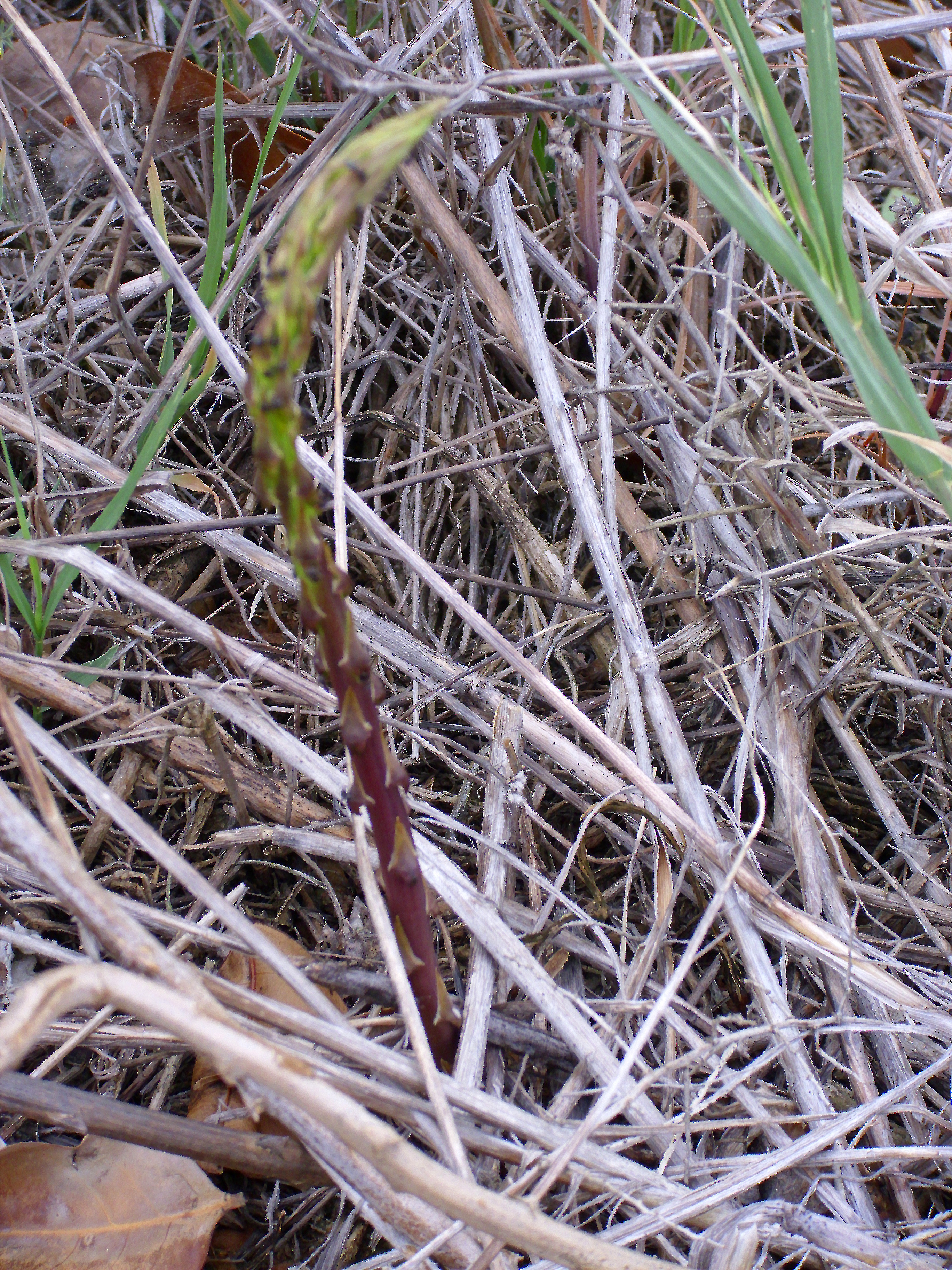
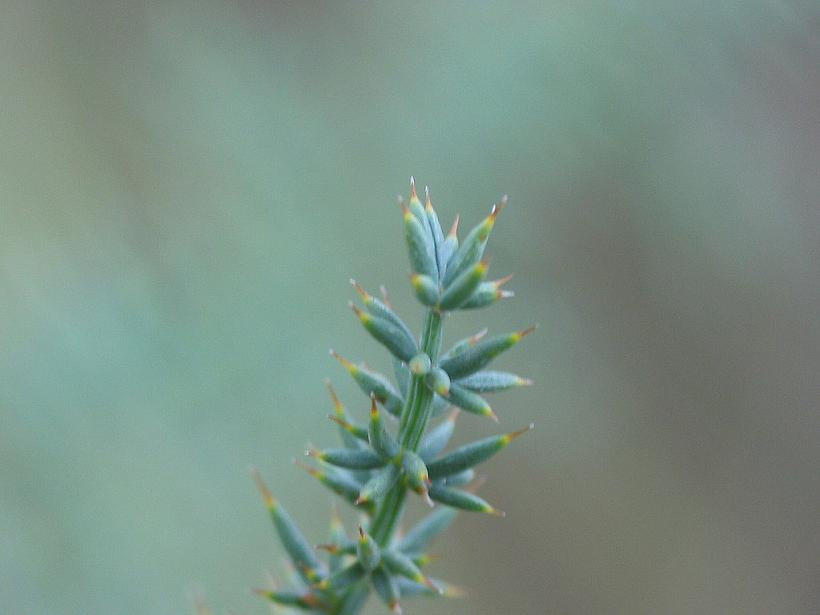
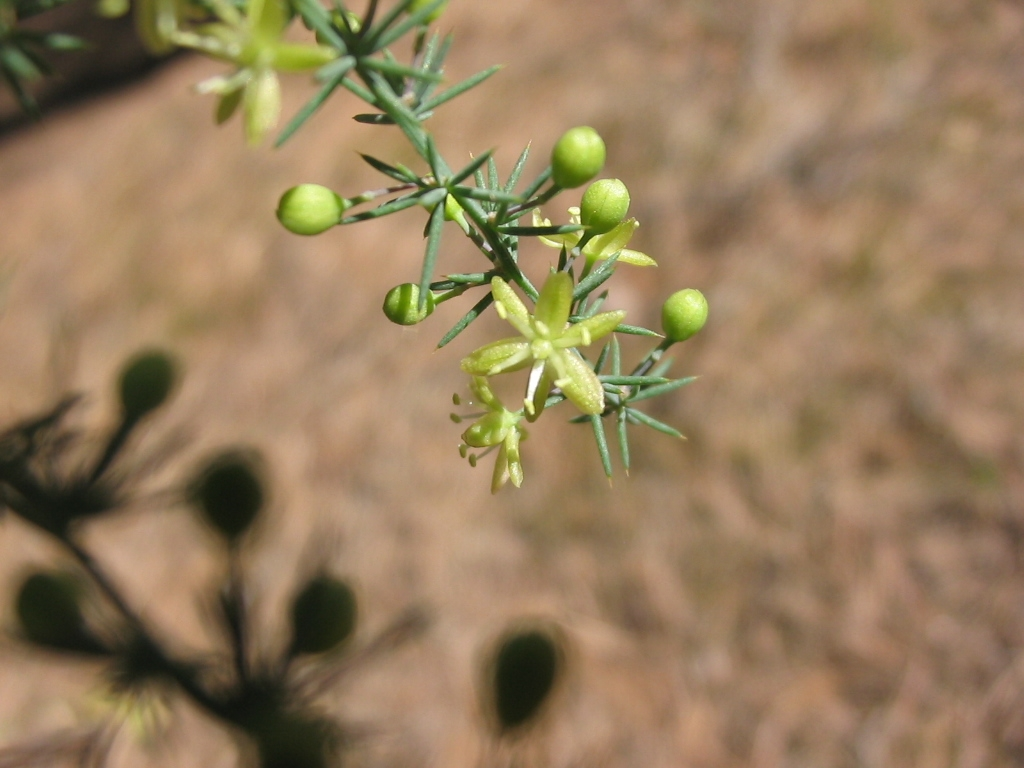
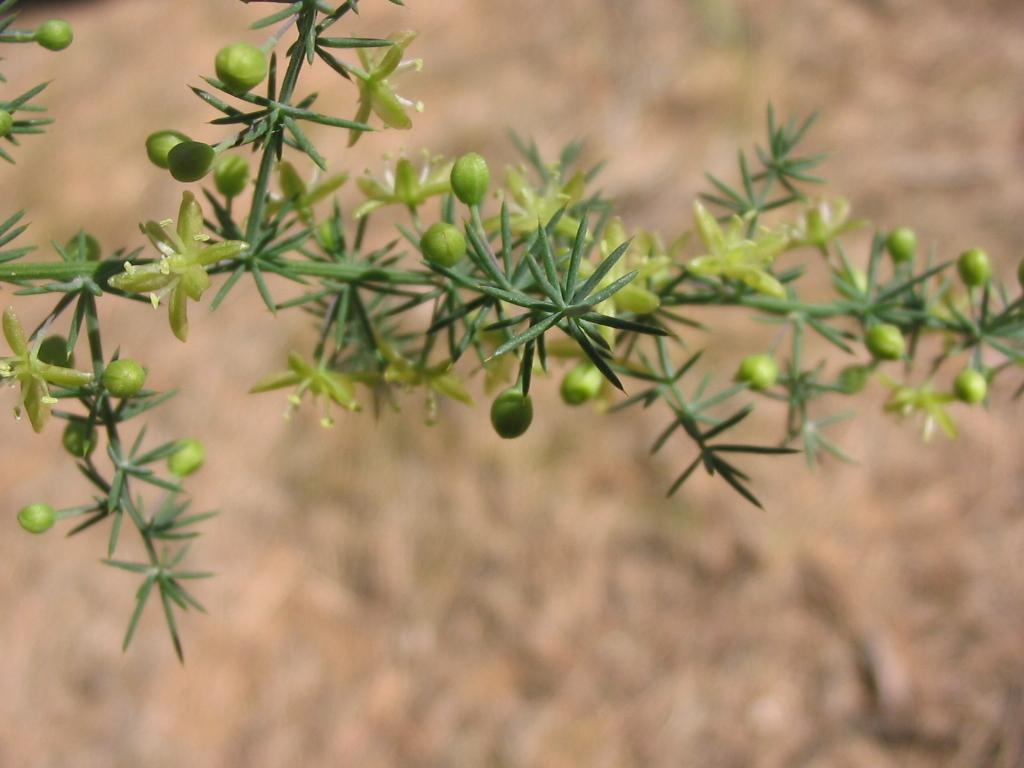
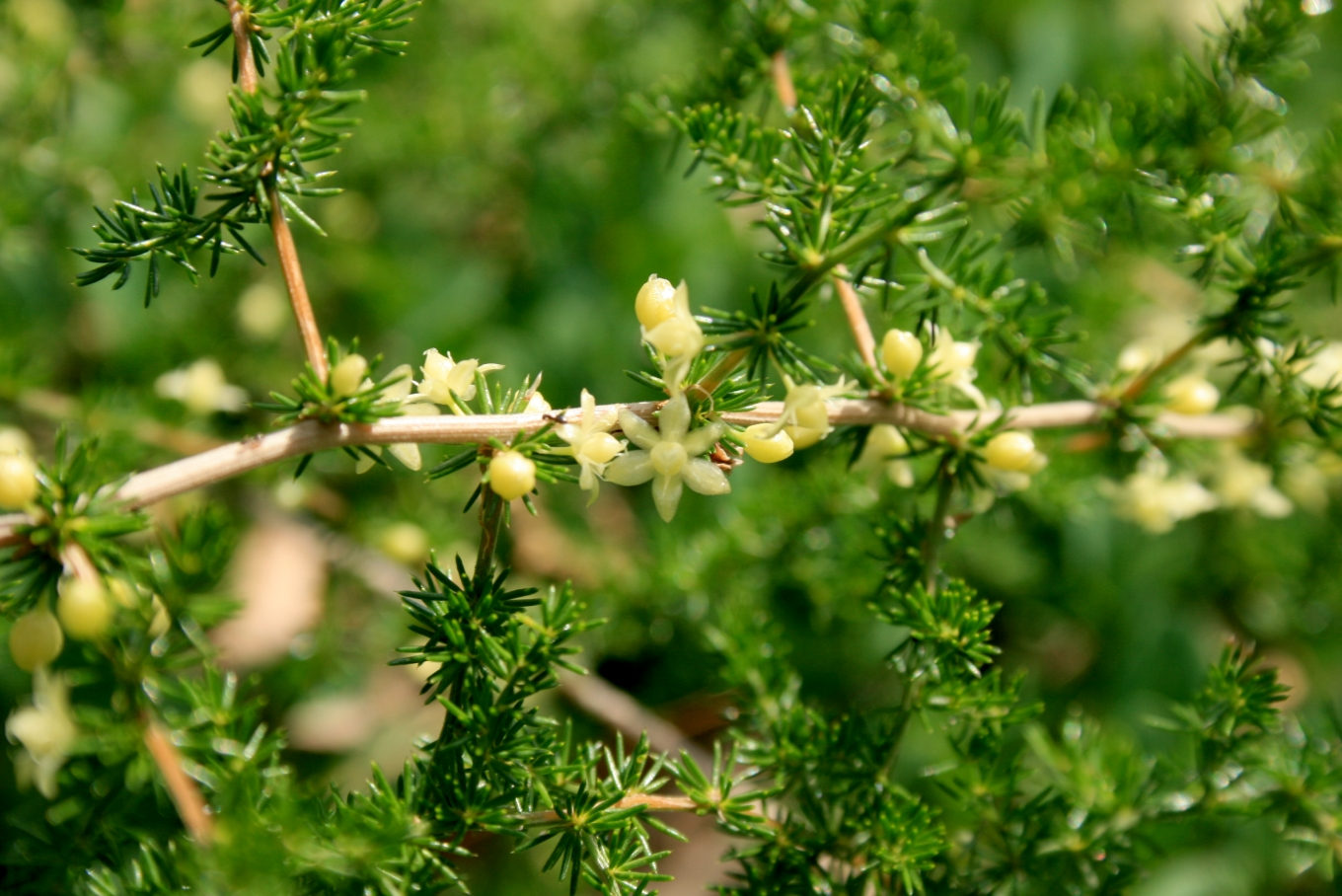